# 羽林軍六
羽林軍六（Lambda Piscis Austrini、Lambda PsA、 λ Piscis Austrini、λ PsA）是在南天星座南魚座的一顆孤獨的藍白色調恆星，它可以用裸眼看見，視星等為5.42等。依據從地球測量的年周視差為6.51mas，它與太陽的距離約為500光年。在這個距離上，由於星際塵埃消光的因素，恆星的視星等為降低0.16星等。
這是一顆類型為B7V的B型主序星 ，估計它的質量是太陽質量的3.58倍，半徑是太陽半徑的4.2倍。這顆恆星的投影轉速是每秒50公里，並且在主序帶的生命已經渡過76%。它在光球層的有效溫度是12,023K，輻射的光度是太陽光度的249倍。
羽林軍六在銀河系相對於太陽的運動速度是每秒18.1公里，它投射的銀河軌道讓它在距離銀河中心23,800至29,300光年的軌道上運動之間。

## 名稱
在中國，它與寶瓶座29、寶瓶座35、寶瓶座41、寶瓶座47、寶瓶座49、HD212448、南魚座ε、南魚座21、南魚座20、南魚座υ、寶瓶座68、寶瓶座66、寶瓶座61、寶瓶座53、寶瓶座50、寶瓶座56、寶瓶座45、寶瓶座58、寶瓶座64、寶瓶座65、寶瓶座705、寶瓶座74、寶瓶座τ2、寶瓶座τ1、寶瓶座δ、寶瓶座77、寶瓶座88、寶瓶座89、寶瓶座86、寶瓶座101、寶瓶座100、寶瓶座99、寶瓶座98、寶瓶座97、寶瓶座94、寶瓶座ψ3、寶瓶座ψ2、寶瓶座ψ1、寶瓶座87、寶瓶座85、寶瓶座83、寶瓶座χ、寶瓶座ω1、寶瓶座ω2組成星官羽林軍。羽林軍的意思是皇帝的禁衛軍，專責保衛皇帝和皇宮；羽林軍六（南魚座λ）是其中的第六顆星。